# Císařovna Wu (Čcheng-chua)
Císařovna Wu (čínsky v českém přepisu Wu chuang-chou, pchin-jinem Wú huáng hòu, znaky 吳皇后; 1449–1509), byla krátce roku 1464 císařovna čínské říše Ming jako manželka císaře Čcheng-chuy. Po sesazení žila v ústraní v palácovém areálu Zakázaného města.

## Život
Pocházela z pekingské prefektury. Roku 1464 si ji, po nástupu na trůn, císař Čcheng-chua vybral za císařovnu. Téměř ihned se dostala do konfliktu s Čcheng-chuovou oblíbenkyní a milenkou paní Wan a žádala její bičování za nezdvořilost. Ve sporu se panovník postavil na stranu milenky proti císařovně. Měsíc po svatbě ji proto zavrhl a zbavil titulu.
Paní Wu poté žila v ústraní v Zakázaném městě. Do dvorské politiky významně zasáhla, když v letech 1470–1475 v utajení před paní Wan s pomocí věrných eunuchů ve svých komnatách ukrývala Čcheng-chuova syna, budoucího císaře Chung-č’a, a jeho matku, paní Ťi.